# Bragado
Bragado è una cittadina argentina, situata nella provincia di Buenos Aires e capoluogo del partido omonimo.

## Geografia
Bragado è situata nella regione della Pampa, a 210 km ad ovest dalla capitale Buenos Aires.

## Storia
Nel marzo 1846 il colonnello Eugenio del Busto fondò nei pressi della laguna del Bragado Grande un forte per presidiare la zona dalle incursioni dei nativi americani. Negli anni seguenti attorno alla guarnigione militare sorse un piccolo insediamento civile poi ribattezzato Santa Rosa del Bragado. Il 17 ottobre 1851 Juan Manuel de Rosas istituì il partido di Bragado.
Nel 1877 la località fu raggiunta dalla ferrovia proveniente da Buenos Aires. Con l'arrivo della ferrovia la zona fu interessata dall'arrivo di numerosi immigrati d'origine italiana e spagnola, nonché da un considerevole sviluppo economico.

## Monumenti e luoghi d'interesse
- Chiesa di Santa Rosa da Lima
- Palazzo Municipale

## Cultura

### Istruzione

#### Musei
- Museo Storico Municipale

## Infrastrutture e trasporti
Bragado è situata all'intersezione tra la strada nazionale 5, arteria che unisce Buenos Aires a Santa Rosa, e la provinciale 46.
La stazione di Bragado è situata lungo la ferrovia Buenos Aires-Toay, appartenente alla rete ferroviaria Sarmiento.